# Letca Nouă
Letca Nouă es una comuna ubicada en el distrito de Giurgiu, Rumania.

## Superficie
Cuenta con una superficie de 77,64 kilómetros cuadrados.

## Demografía
Hasta 2021 la población era de 3625 habitantes, con una densidad de población de 46,69 habitantes por kilómetro cuadrado.